# أنديرس راسموسن
أنديرس راسموسن (25 فبراير 1975 بغلوستروب في الدنمارك - ) هو لاعب كريكت دانمركي.

## وصلات خارجية
- أنديرس راسموسن على موقع إي آس بي آن كريك إنفو (الإنجليزية)